# Bakteriofag T-4

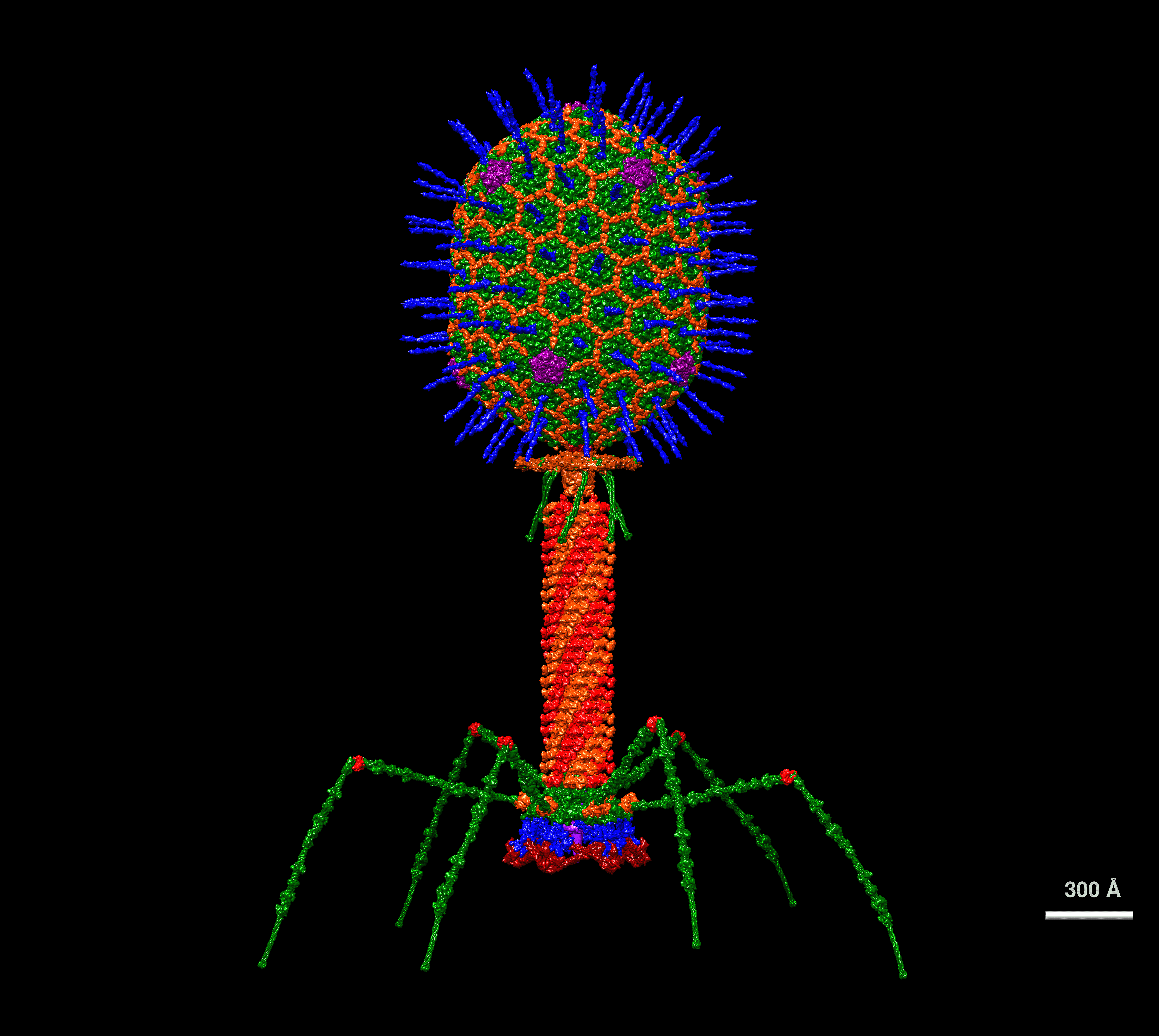
Struktura bakteriofaga T4 o rozdzielczości atomowej skonstruowana na podstawie struktur białek składowych z bazy PDB

Bakteriofag T4 – bakteriofag o kapsydzie mającym kształt dwudziestościanu foremnego (ikosaedru), który infekuje komórki bakterii Escherichia coli. Zawiera dwuniciowy DNA o długości 174 tys. par zasad.

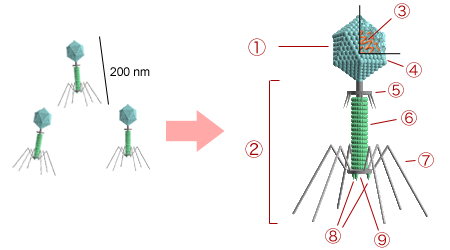
Schemat budowy:
1 - główka
2 - ogonek
3 - DNA
4 - kapsyd
5 - kołnierzyk
6 - kurczliwa pochewka (tuba)
7 - włókienka
8 - haczyki
9 - płytka podstawowa

Jest to jeden z najlepiej poznanych wirusów, który stał się swego rodzaju "prototypem" bakteriofaga czy też wirusa i został najszerzej wykorzystywany w badaniach naukowych z tej dziedziny. Powszechnie występuje we florze jelitowej ludzi i ssaków.
Przytwierdza się on za pomocą ogonka do bakterii, a następnie, kurcząc pochewkę ogonka, wstrzykuje swój materiał genetyczny do wnętrza komórki bakterii. Przejmuje on kontrolę nad komórką doprowadzając do powielania DNA wirusa. Jednocześnie są uaktywniane geny wirusa kodujące białka kapsydu, wskutek czego są produkowane kapsomery. Kapsomer i DNA wirusowe samorzutnie składają się w nowe wiriony. Ostatnim etapem jest rozkład ściany komórkowej bakterii.
Genom faga cechuje się występowaniem hydroksymetylocytozyny (pochodna cytozyny). Pochodna zasady azotowej odznacza się możliwością przyłączania cząstek glukozy, a to przekłada się na mechanizm zabezpieczający przed niektórymi działaniami obronnymi komórki gospodarza (m.in.  uchronienie przed działaniem endonukleaz gospodarza). Hydroksymetylocytozyna ma możliwość utworzenia dodatkowych wiązań wodorowych, co nadaje genomowi większą stabilność. Dzięki posiadaniu przez fag T4 pochodnej cytozyny w genomie jest możliwość łatwego odróżnienia fragmentów kodu genetycznego faga od fragmentów gospodarza.